# 朱表𣐬
交城端和王朱表（1512年—1570年），明朝交城庄僖王朱锺鐻庶六子镇国将军朱奇洢庶长子。

## 生平

### 图谋袭封
朱表𣐬的堂兄交城荣端王朱表杋于正德六年（1511年）死后无子，交城国绝封。朱奇洢管交城王府事。嘉靖十六年（1537年）十月，朱奇洢病故，因没有嫡子，由辅国将军朱表𣐬继任管交城王府事。
朱表𣐬因五位伯父都绝后，嘉靖二十年（1541年）三月，他奏请按保安王朱誠渌等事例承襲祖爵，被文官驳回，七月，又遣校尉任得貴至京以黃白金三千兩贿赂礼部尚书严嵩，又贿赂儀制司令史徐旭及王府科胥人，严嵩同意。此事被東廠邏卒发现，事下法司，其他受贿者都戍边，唯有严嵩没被追究。八月，江西道监察御史叶经劾奏严嵩贪污、收受朱表𣐬等人贿赂、破坏国家法度，请求明世宗敕礼部与都察院公议朱表𣐬是否应该袭爵。世宗令抚按官调查朱表𣐬是否应该袭爵。严嵩因而上表章自辩、请求辞职、请求将朱表𣐬袭爵事下廷臣会议，世宗没有同意严嵩辞职。
抚按官很久都没有做出决定，世宗多次催促，嘉靖二十四年（1545年）十月，最后允许朱表𣐬袭封交城王。二十五年（1546年）十二月命彰武伯楊儒等為正使、刑科右給事中孟廷相等為副使，持節冊封朱表𣐬為交城王。朱奇洢因而獲追封為交城恭簡王。

### 袭封后
嘉靖三十七年（1558年）六月，因朱表𣐬所请，賜其書院額名好礼。
《宗藩條例》颁行后，朝廷查革冒封者，即作为旁支承袭郡王者。朱表𣐬自知不能免，嘉靖四十四年（1565年）九月，奏進白鹿，自称得于平陽府藐姑射山仙洞之側，并撰頌獻上，希望通过获取圣宠以保住自己的王爵。詔賜白金百兩、大紅金彩袞龍服三襲。
隆庆三年（1569年）七月，朱表𣐬遵明穆宗诏书，主动承认自己是继承堂兄的王爵，在应该被革除之列，请求辞去郡王爵禄，仍为辅国将军。礼部为他请命，穆宗命他终身保留郡王爵禄，但子孙不得承袭。
八月，山西抚按官靳学颜等请求如礼部议，命晋、瀋、庆成、永和、安宁、隰川、阳曲、西河、交城、灵丘、山阴、襄垣、怀仁等王府各自建立宗学，请儒者为师傅教督宗室子弟，获准。

### 身后
隆庆四年（1570年），朱表𣐬去世，国除。隆庆五年（1571年）十二月，得谥号端和。庶次子朱知鱬（1561年生）年幼，万历年间成年后以辅国将军之子的身份受封为奉国将军管理交城府事。

## 评价
- 《弇山堂别集》卷075：守禮執義，不剛不柔。